# Santa Maria do Bouro
Santa Maria do Bouro ist eine Kleinstadt (Vila) und eine Gemeinde im Norden Portugals.

## Geschichte
Der heutige Ort entstand im Verlauf der mittelalterlichen Reconquista. Im 8. Jahrhundert wurde hier eine erste Kapelle errichtet, die heute als Santuário de Nossa Senhora da Abadia bekannte Wallfahrtskapelle. Im Jahr 845 wurde sie von der Kathedrale von Braga als abgabepflichtig geführt.
Im 11. Jahrhundert veranlasste Paio Pais Guterres die Verlegung des Gotteshauses, der Legende nach hin zu einer Grotte, in der er ein Bildnis der Jungfrau Maria fand. Daraus wurde ein Benediktinerkloster.
Portugals erster König D. Afonso Henriques besuchte den Ort 1148, machte ihn zum Sitz eines Verwaltungskreises (Couto de Bouro) und unterstellte ihm auch den Kreis von Santa Marta do Bouro. 1195 wurde das Kloster ein Zisterzienserkloster.
In der Portugiesischen Revolution von 1383 stellte sich Santa Maria do Bouro gegen den Eroberungsversuch Kastiliens und unterstützte das portugiesische Haus Avis.
Im 15. begann der Niedergang des Klosters und damit des Kreises. Ende des 17. Jahrhunderts wurde das Kloster umfassend renoviert.
Nach der Liberalen Revolution ab 1821 und dem folgenden Miguelistenkrieg wurden die religiösen Orden 1834 in Portugal geschlossen und enteignet. In dem Zusammenhang wurde auch das hiesige Kloster geschlossen und später an privat versteigert, und die Klosterkirche wurde zur Gemeindekirche. Santa Maria do Bouro wurde nun dem Kreis Santa Marta do Bouro untergliedert. Nach dessen Auflösung 1855 wurden Santa Maria und Santa Marta beide eigene Gemeinden des neugeschaffenen Kreises Amares.
Der Ort wurde am 9. Dezember 2004 in den Status einer Vila (dt.: Kleinstadt) erhoben.

## Verwaltung
Santa Maria do Bouro ist sitz einer gleichnamigen Gemeinde (Freguesia) im Kreis (Concelho) von Amares im Distrikt Braga. Die Gemeinde besitzt eine Fläche von 6,9 km² und hat 659 Einwohner (Stand 19. April 2021).
Folgende Ortschaften liegen in der Gemeinde:
| - Abadia - Adegueiro - Boavista - Cabeceiros - Cano - Carrascal | - Cerca - Chantado - Cruzeiro - Dornas - Enchido - Ferraria | - Laranjeira - Lordelo - Meloal - Obra - Obrinha - Paradela de Frades | - Soalheiro - Veigas - Tomada - Terreiro |

## Bauwerke

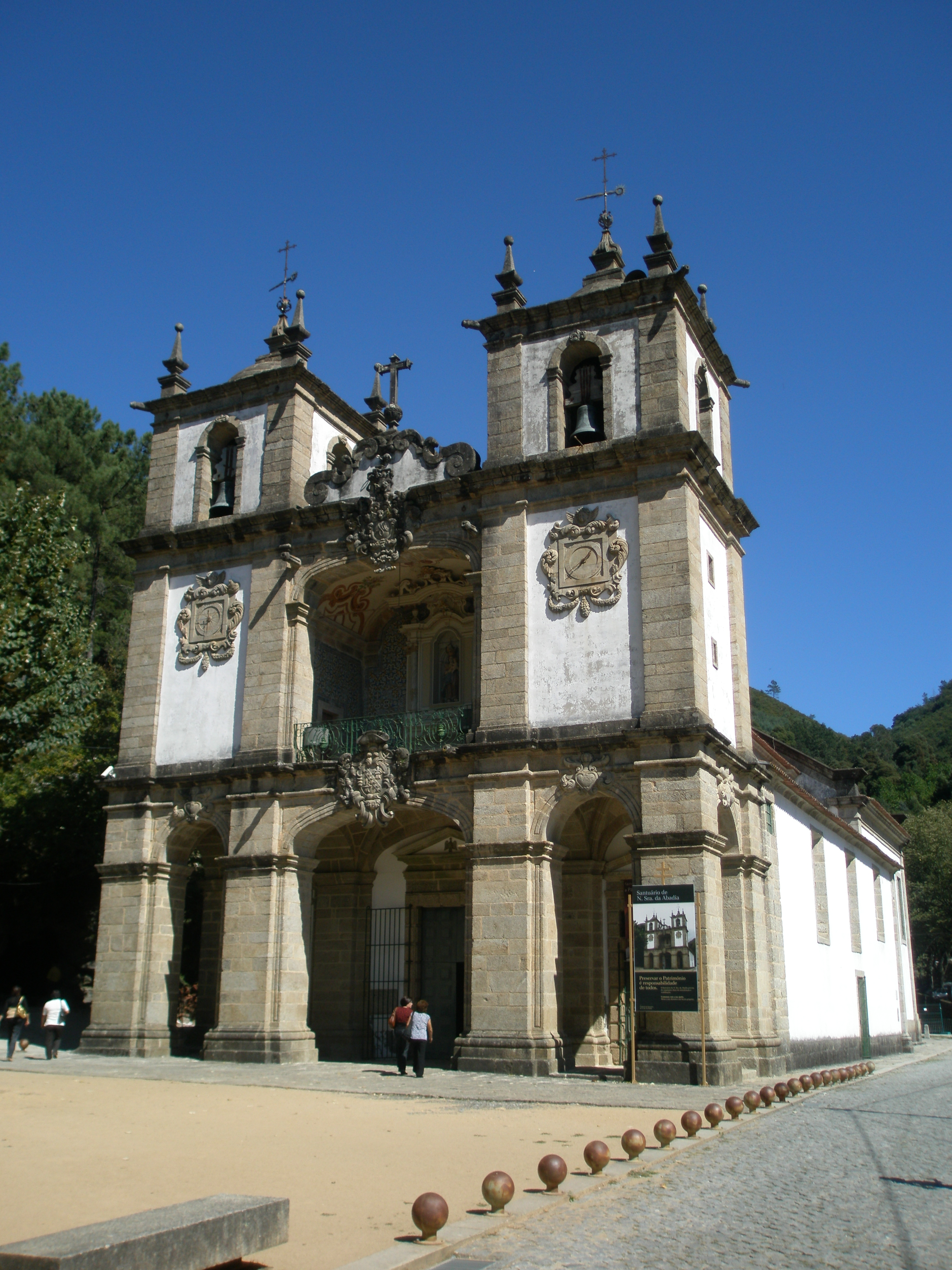
Santuário de Nossa Senhora da Abadia

In der Gemeinde sind fünf Baudenkmäler registriert:
- Kloster Bouro, heute Pousada de Santa Maria do Bouro[5]
- Santuário de Nossa Senhora da Abadia[6]
- Grundschule Escola Primária de Santa Maria do Bouro[7]
- Quinta do Passal[8]
- Steinbrücke Ponte de Parada (auch der Gemeinde Parada de Bouro zugeordnet)[9]